# Troels Brun Folmann
Troels Brun Folmann es un compositor de música para videojuegos. Su trabajo principal se encuentra en la serie Tomb Raider después de que Eidos Interactive arrebatase la licencia de crear los juegos a Core Design en favor de Crystal Dynamics, por lo que trabajó en tres juegos: Tomb Raider Legend, Tomb Raider Anniversary y Tomb Raider Underworld.

## Videojuegos
- Robin Hood: Defender of the Crown (2003)
- Project: Snowblind (2005)
- Lara Croft Tomb Raider: Legend (2006)
- Lara Croft Tomb Raider: Anniversary (2007)
- Tomb Raider Underworld (2008)
- Need for Speed: SHIFT 2 Unleashed (2011)

## Premios
Consiguió en 2007 el premio TEC por la mejor banda sonora interactiva gracias a su trabajo con Legend, esto es gracias a que creó una microbanda sonora, es decir, piezas breves para reproducirse varias al mismo tiempo.
Pero no sólo ganó el premio TEC, sino que ganó los Premios BAFTA , GDC/GANG y D3, todas en la categoría de mejor banda sonora de videojuego por su trabajo en Tomb Raider Legend.